# Carlo Ercole Bosoni
Carlo Ercole Bosoni (Borgonovo Val Tidone, 26 dicembre 1826 – Parigi, 16 dicembre 1887) è stato un compositore e direttore d'orchestra italiano.
Fu attivo come direttore alla Fenice di Venezia tra il 1850 e il 1870. Anche alcune delle sue opere sono state presentate in anteprima.